# Erik Kvernberg
Erik Kvernberg (geboren am 21. Januar 1999) ist ein norwegischer Telemarker.

## Werdegang
Sein Debüt im Telemark-Weltcup gab Erik Kvernberg am 26. Januar 2016 im französischen La Plagne. Dabei erzielte er mit dem Erreichen des Sechzehntelfinals im Parallelsprint auf Anhieb seine ersten Weltcuppunkte. Bei der Telemark-Juniorenweltmeisterschaft 2016 in Les Contamines-Montjoie war ein elfter Platz im Sprint sein bestes Resultat. Seine erste Weltcup-Saison beendete er auf Rang 44 der Gesamtwertung. Im darauffolgenden Jahr konnte er sich im Classic von Rjukan als Neunter erstmals unter den besten zehn eines Wettbewerbs im Weltcup platzieren. Auch bei der Juniorenweltmeisterschaft 2017 war ein neunter Rang im Classic sein bestes Ergebnis. Zudem nahm er im Anschluss an die Weltcup-Saison auch an der Telemark-Weltmeisterschaft 2017 in La Plagne teil und wurde 15. im Classic, 17. im Sprint und schied im Parallelsprint in der ersten Runde aus.
2017/18 gelang es Kvernberg, sich regelmäßig in den Punkterängen zu klassifizieren. Bei der Telemark-Juniorenweltmeisterschaft 2018 in Mürren konnte er im Sprint hinter Romain Beney und Elie Nabot die Bronzemedaille gewinnen. Die Saison beendete er auf dem 23. Platz im Gesamtweltcup.

## Statistik

### Telemark-Weltmeisterschaft
- La Plagne 2017: 15. Classic, 17. Sprint, 1. Runde Parallelsprint

### Telemark-Juniorenweltmeisterschaft
- Les Contamines-Montjoie 2016: 11. Sprint, Sechzehntelfinale Parallelsprint, 24. Classic
- Rjukan 2017: 9. Classic, 11. Sprint, Sechzehntelfinale Parallelsprint
- Mürren 2018: 3. Sprint, 6. Classic, 9. Parallelsprint

### Weltcup-Platzierungen
In bislang 25 absolvierten Wettkämpfen im Telemark-Weltcup erzielte Kvernberg keine Podiumsplatzierung (Stand: Saisonende 2017/18).
| Saison  | Gesamt | Gesamt | Classic | Classic | Classic Sprint | Classic Sprint | Parallelsprint | Parallelsprint | Riesenslalom | Riesenslalom |
| Saison  | Platz  | Punkte | Platz   | Punkte  | Platz          | Punkte         | Platz          | Punkte         | Platz        | Punkte       |
| ------- | ------ | ------ | ------- | ------- | -------------- | -------------- | -------------- | -------------- | ------------ | ------------ |
| 2015/16 | 44.    | 033    | 42.     | 003     | 45.            | 020            | 36.            | 010            | –            | –            |
| 2016/17 | 40.    | 065    | 15.     | 047     | 57.            | 003            | 40.            | 015            | –            | –            |
| 2017/18 | 23.    | 150    | 50.     | 006     | 22.            | 079            | 15.            | 065            | –            | –            |